# NGC 589
NGC 589 ist eine Linsenförmige Galaxie vom Hubble-Typ S0/a im Sternbild Walfisch südlich des Himmelsäquators. Sie ist schätzungsweise 237 Millionen Lichtjahre von der Milchstraße entfernt und hat einen Durchmesser von etwa 80.000 Lichtjahren.
Im selben Himmelsareal befinden sich u. a. die Galaxien NGC 593, NGC 599, NGC 601, IC 128.
Das Objekt wurde im Jahr 1886 von dem US-amerikanischen Astronomen Frank Muller entdeckt.